# Mark Tauscher
Mark Gerald Tauscher (* 17. Juni 1977 in Marshfield, Wisconsin) ist ein ehemaliger US-amerikanischer American-Football-Spieler auf der Position des Offensive Tackles. Er spielte College Football an der University of Wisconsin–Madison. Im NFL Draft 2000 wählten ihn die Green Bay Packers in der siebten Runde und er spielte für sie seine gesamte Karriere bis 2010 in der National Football League (NFL).

## High School
Tauscher spielte an der Auburndale High School in Wisconsin Football, Basketball und Baseball.

## College
Tauscher spielte zu seiner College-Zeit an der University of Wisconsin–Madison. Nachdem er in den ersten beiden Jahren nur wenig Spielzeit bekommen hatte, wurde Tauscher in der Saison 1999 Starter und verhalf als Blocker seinem Teamkollegen Ron Dayne zum Gewinn der Heisman Trophy. 

## Profi-Karriere
In der NFL Draft 2000, wurde Tauscher in der siebten Runde von den Green Bay Packers mit dem 224. Pick gedraftet. Er wurde schon in seiner Rookie-Saison zum Starter, da sich der Veteran Earl Dotson eine schwere Rückenverletzung zuzog. Seitdem ist Tauscher bei den Packers der Starter auf der Position des Right Tackles. In dieser Zeit spielte er nahezu sechs Saisons ohne Holding-Strafe.
Tauscher wurde als sehr guter und konstanter Spieler geschätzt. Er war einer der Spieler der Packers Offensive Line, die in den Jahren 2000 bis 2007 mit Quarterback Brett Favre mehrfach in die Play-offs einziehen konnten. 2002 musste Tauscher aufgrund einer schweren Verletzung, die er im zweiten Saisonspiel erlitten hatte, die gesamte weitere Spielrunde aussetzen. Im Spieljahr 2003 konnte er allerdings sich sofort wieder als Starter etablieren. Bis zum 13. Spieltag der Saison 2008 verpasste er kein weiteres Spiel seiner Mannschaft. Nach einer Verletzung, die er am 13. Spieltag erlitten hatte, musste er den Rest der Saison pausieren.
In der Saison 2010 gewann er mit den Packers Super Bowl XLV.
Er wurde am 29. Juli 2011 von den Green Bay Packers entlassen und beendete seine Karriere.